# 1245
| [ Edytuj tabelę ]                          |                                                     |
| Książę Małopolski                          | - 1243 Bolesław V Wstydliwy 1279                    |
| Książę Wielkopolski                        | - 1239 Przemysł I 1257 - 1239 Bolesław Pobożny 1279 |
| Król Angkoru                               | - 1244 Dżajawarman VIII 1295                        |
| Król Anglii                                | - 1216 Henryk III 1272                              |
| Król Aragonii i Walencji, hrabia Barcelony | - 1213 Jakub I Zdobywca 1276                        |
| Książę Bawarii                             | - 1231 Otto II 1253                                 |
| Margrabia Brandenburgii                    | - 1220 Otto III 1267                                |
| Książę Burgundii                           | - 1218 Hugo IV 1272                                 |
| Cesarz Bizancjum                           | - 1222 Jan III Dukas Watatzes 1254                  |
| Car Bułgarii                               | - 1241 Koloman I Asen 1246                          |
| Cesarz Chin                                | - 1224 Song Lizong 1264                             |
| Król Cypru                                 | - 1218 Henryk I 1253                                |
| Król Czech                                 | - 1230 Wacław I 1253                                |
| Król Danii                                 | - 1241 Eryk IV Plovpenning 1250                     |
| Władca Egiptu                              | - 1240 As-Salih Ajjub 1249                          |
| Król Francji                               | - 1226 Ludwik IX Święty 1270                        |
| Król Gruzji                                | - 1223 Rusudan 1245                                 |
| Hrabia Holandii                            | - 1234 Wilhelm II 1256                              |
| Cesarz Japonii                             | - 1242 Go-Saga 1246                                 |
| Kalif                                      | - 1242 Al-Must’asim 1258                            |
| Król Kastylii                              | - 1217 Ferdynand III Święty 1252                    |
| Król Kastylii i Leónu                      | - 1230 Ferdynand III Święty 1252                    |
| Patriarcha Konstantynopola                 | - 1244 Manuel II 1255                               |
| Władca Korei                               | - 1213 Kojong 1259                                  |
| Wielki książę litewski                     | - 1240 Mendog 1253                                  |
| Cesarz Łaciński                            | - 1228 Baldwin II de Courtenay 1261                 |
| Kalif Maroka                               | - 1242 Ali as-Said 1248                             |
| Król Nawarry                               | - 1234 Tybald I 1253                                |
| Król Norwegii                              | - 1217 Haakon IV Stary 1263                         |
| Hrabia Palatynatu                          | - 1227 Otton I Bawarski 1253                        |
| Papież                                     | - 1243 Innocenty IV 1254                            |
| Król Portugalii                            | - 1223 Sancho II 1248                               |
| Sułtan Rumu                                | - 1237 Kaj Chusrau II 1246                          |
| Książę Rusi halickiej                      | - 1238 Daniel II 1264                               |
| Cesarz Rzymski (niemiecki)                 | - 1220 Fryderyk II 1250                             |
| Książę Saksonii                            | - 1212 Albrecht I 1260                              |
| Król Serbii                                | - 1243 Stefan Urosz I 1276                          |
| Król Singasari                             | - 1227 Anuśpati 1248                                |
| Król Szkocji                               | - 1214 Aleksander II 1249                           |
| Król Szwecji                               | - 1234 Eryk XI Eriksson 1250                        |
| Doża Wenecji                               | - 1229 Jacopo Tiepolo 1249                          |
| Król Węgier                                | - 1235 Bela IV 1270                                 |
| Wielki mistrz zakonu krzyżackiego          | - 1244 Heinrich von Hohenlohe 1249                  |

Rok 1245 / MCCXLV
stulecia: XII wiek ~
XIII wiek ~
XIV wiek

lata: 1235 «
1240 «
1241 «
1242 «
1243 «
1244 «
1245
» 1246
» 1247
» 1248
» 1249
» 1250
» 1255

## Wydarzenia w Polsce
- 17 sierpnia – bitwie pod Jarosławiem nad Sanem połączone wojska księcia halicko-wołyńskiego Daniela Romanowicza, Konrada Mazowieckiego i księcia litewskiego Mendoga pokonały wojska wielkiego księcia kijowskiego Rościsława Mścisławowicza, wspomagane przez wojska polskie Bolesława Wstydliwego i posiłki węgierskie króla Beli IV.
- Szczecin otrzymał prawo zakładania cechów.
- Człopa otrzymała prawa miejskie.

## Wydarzenia na świecie
- 28 czerwca-17 lipca – odbył się pierwszy sobór lyoński, który zdetronizował uzurpującego sobie prawo do ingerencji w sprawy Kościoła niemieckiego króla i cesarza Fryderyka II (rok później został wybrany antykról - Henryk Raspe), a także zajął się problemem Mongołów w Europie.

## Urodzili się
- Mikołaj z Tolentino, włoski augustianin, święty katolicki (zm. 1305)

## Zmarli
- 21 sierpnia – Aleksander z Hales, angielski filozof, franciszkanin (ur. ok. 1183)[1]
- 4 grudnia – Christian z Oliwy, biskup Prus, cysters, misjonarz (ur. 1180)[2]